# Lieneke van den Heuvel
Lieneke van den Heuvel is een voormalige Nederlandse waterpolospeelster. Ze werd met het Nederlandse waterpoloteam driemaal Europees kampioene en won drie gouden medailles op de wereldbeker. Ze is opgenomen in het boek "De Top 500 - de beste Nederlandse Sporters van de eeuw". In 2001 zette ze een punt achter haar topsportcarrière. Later werd ze coach en gaf op televisie commentaar bij waterpolowedstrijden. 

## Titels
- Europees kampioene - 1985, 1987, 1989

## Palmares
- 1980:  Wereldbeker
- 1985:  EK Oslo (Noorwegen)
- 1986:  WK Madrid (Spanje)
- 1987:  EK Straatsburg (Frankrijk)
- 1988:  Wereldbeker
- 1989:  EK Bonn (West-Duitsland)
- 1989:  Wereldbeker